# 마든 정리

삼각형과 그 슈타이너 내접 타원. 검은색 점은 3차 다항식 p(z)의 영점, 빨간 점은 도함수 p'(z)의 영점, 가운데 연두색 점은 이계 도함수 p''(z)의 영점, 나머지 세 연두색 점은 삼각형의 변의 중점을 나타낸다. 마든 정리에 따르면, 빨간 점은 연두색 타원의 두 초점이다.

수학에서 마든 정리(영어: Marden's theorem)는 복소수 3차 다항식의 두 임계점이 세 영점이 이루는 삼각형에 세 변의 중점에서 내접하는 타원의 초점이라는 정리이다.

## 정의
주어진 삼각형의 세 변의 중점을 지나는 내접 타원은 항상 유일하게 존재한다. 이를 삼각형의 슈타이너 내접 타원이라고 한다.
복소수 3차 다항식 {\displaystyle p(z)\in \mathbb {C} [z]}의 영점을 {\displaystyle a,b,c}, 임계점을 {\displaystyle f,f'}라고 하자. 또한, {\displaystyle a,b,c}가 공선점이 아니라고 하자. 그렇다면, {\displaystyle f,f'}는 {\displaystyle a,b,c}를 꼭짓점으로 하는 삼각형의 슈타이너 내접 타원의 두 초점이다. 이를 마든 정리라고 한다.

## 증명
편의상 {\displaystyle p(z)}가 일계수 다항식이며, {\displaystyle a+b+c=0}이라고 하자. 그렇다면, {\displaystyle f+f'=0}이며, {\displaystyle p(z)}와 도함수 {\displaystyle p'(z)}는 다음과 같다.
{\displaystyle p(z)=(z-a)(z-b)(z-c)}
{\displaystyle p'(z)=3(z+f)(z-f)=(z-a)(z-b)+(2z-(a+b))(z-c)}
한 변의 중점 {\displaystyle z'=(a+b)/2}와 두 초점 {\displaystyle -f,f} 사이의 거리의 합
{\displaystyle |z'+f|+|z'-f|}
을 생각하자. 이를 평행사변형 법칙을 사용하여 구하면 다음과 같다.
| {\displaystyle 2(\|z'+f\|+\|z'-f\|)^{2}} | {\displaystyle =2\|z'+f\|^{2}+2\|z'-f\|^{2}+4\|(z'+f)(z'-f)\|}                            |                                                            |
|                                          | {\displaystyle =4\|z'\|^{2}+4\|f\|^{2}+{\frac {1}{3}}\|a-b\|^{2}}                         | (평행사변형 법칙 및 {\displaystyle p'(z')=-((a-b)/2)^{2}}) |
|                                          | {\displaystyle =\|a+b\|^{2}+4\|f\|^{2}+{\frac {1}{3}}\|a-b\|^{2}}                         |                                                            |
|                                          | {\displaystyle ={\frac {2}{3}}\|a+b\|^{2}+{\frac {2}{3}}(\|a\|^{2}+\|b\|^{2})+4\|f\|^{2}} | (평행사변형 법칙)                                          |
|                                          | {\displaystyle ={\frac {2}{3}}(\|a\|^{2}+\|b\|^{2}+\|c\|^{2})+4\|f\|^{2}}                 | ({\displaystyle a+b=-c})                                   |
즉, 변의 중점과 {\displaystyle -f,f} 사이의 거리의 합은 변의 선택과 무관하다. 따라서, {\displaystyle -f,f}는 {\displaystyle a,b,c}를 꼭짓점으로 하는 삼각형의 슈타이너 내접 타원의 초점이다.

## 역사
이외르크 지베크(독일어: Jörg Siebeck)가 증명하였다. 모리스 마든(영어: Morris Marden)의 이름을 따 명명되었다.

## 같이 보기
- 가우스-뤼카 정리